# Ambivalent sexism
Ambivalent sexism är ett teoretiskt ramverk som utgår från att sexism har två delkomponenter: "fientlig sexism" och "välmenande sexism". Fientlig sexism utgörs av öppet negativa omdömen och stereotyper om ett kön (till exempel uppfattningen att kvinnor är underlägsna eller att män inte kan kontrollera sina sexuella drifter). Välmenande sexism utgörs av omdömen om kön som kan verka vara positiva, men snarare är skadliga för människor och jämställdhet i vidare mening (till exempel uppfattningen att kvinnor är bättre på att ta hand om barn eller att män är mer rationella). Psykologer har till största delen studerat fientliga former av sexism. Emellertid har teorin om ambivalent sexism fått omfattande empiriskt stöd för att bägge formerna av sexism finns. Teorin har utvecklats mest av Peter Glick och Susan Fiske.

## Översikt
Sexism är precis som andra former av fördomar en kognitiv bias om en grupp människor. Sexism grundar sig i uppfattningen om ett kön som överlägset eller med högre status än det andra könet i ett visst område, vilket kan leda till diskriminering. Forskning tyder på att stereotyper om socialt passande könsroller för kvinnor och män är en drivande faktor i sexismen. Patriarkatet, definierat som mäns makt och "strukturell kontroll över politiska, juridiska, ekonomiska och religiösa institutioner", är ett drag hos sexism och är kopplat till fientliga attityder mot kvinnor. Antropologisk forskning antyder att patriarkatet genomsyrar majoriteten av mänskliga samhällen, där män systematiskt diskriminerat, förtryckt och marginaliserat kvinnor genom historien. Sexism upprätthåller patriarkala sociala strukturer och förstärker föreskrivna könsroller.
Sexism brukar ses som fientlighet mot kvinnor av män. Både män och kvinnor kan dock ägna sig åt sexistiska uppfattningar om varandra och sig själva - och gör det ofta. Med andra ord kan män uttrycka sexistiska åsikter om både män och kvinnor, och på samma sätt kan kvinnor uttrycka sexistiska åsikter om män och kvinnor. Även om sexism historiskt sett har missgynnat kvinnor så finns det negativa konsekvenser av sexism för både män och kvinnor. Stela könsroller kan skada både män och kvinnor genom att begränsa möjligheter och främja könsbaserade fördomar. I denna artikel kommer fokus vara på sexism mot kvinnor eftersom det är mest relevant för definitionen och studiet av ambivalent sexism.
Ambivalent sexism grundar sig på att sexism mot kvinnor inte bara består av fientliga attityder utan även av välmenande sådana. "Ambivalent" syftar alltså på att sexism inbegriper både positiva och negativa omdömen om kvinnor. Tillägget av välmenande eller positiva attityder till definitionen på könsbaserade fördomar har varit ett stort bidrag till studiet av sexism och psykologin. Traditionella uppfattningar om sexism fokuserade nästan enbart på öppen fientlighet mot kvinnor. Medan historiker, antropologer, feministiska akademiker och psykologer tidigare har föreslagit att sexism inbegriper positiva och negativa omdömen om kvinnor, har majoriteten av empirisk forskning enbart utvärderat fientliga uttryck av sexism. Introduktionen av Ambivalent Sexism Inventory (ASI) —en skala som utvecklades av Glick och Fiske 1996 — var en vändpunkt i hur sexism definierades och mättes vetenskapligt. Glick och Fiske skapade ASI för att åtgärda en brist i hur sexism mättes. De argumenterade för att tidigare skalor inte fångade den ambivalenta naturen hos könsbaserade fördomar mot kvinnor.

## Teoretiskt ramverk
Glick och Fiske hävdar att fientlig och välmenande sexism kompletterar varandra i att förstärka traditionella könsroller och bevara patriarkala sociala strukturer där kvinnor är underordnade män. Bägge former av sexism delar antagandet att kvinnor är underlägsna och begränsar kvinnor till lägre social status. Fientlig sexism speglar misogyni (det vill säga mäns hat mot kvinnor) och uttrycks genom uppenbara negativa omdömen om kvinnor. Exempel på fientlig sexism är uppfattningar om kvinnor som inkompetenta, ointelligenta, överdrivet känslomässiga och sexuellt manipulativa. Välmenande sexism speglar omdömen om kvinnor som verkar positiva. Exempel på välmenande sexism är vördnaden för kvinnor i rollerna som fru, mor och barnskötare, romantiseringen av kvinnor som föremål för heterosexuell affektion, och uppfattningen att män har en plikt att skydda kvinnor. Även om välmenande sexism inte verkar vara skadlig för kvinnor på ytan, är dessa uppfattningar extremt skadliga för jämställdhet och begränsar kvinnors professionella, politiska och sociala möjligheter. Detta beror på att dessa skenbart positiva omdömena antyder att (a) kvinnor är svaga och behöver skyddas, (b) kvinnor borde inte avvika från traditionella könsroller som mor och vårdare, och (c) kvinnor borde upphöjas av män för deras sexuella renhet och tillgänglighet.
Eftersom välmenande sexistiska attityder verkar positiva brukar många ofta ha svårt att se dessa föreställningar som en form av könsbaserade fördomar. Vidare kan välmenande sexism ses av både män och kvinnor som en förstärkning av status quo, vilket en del individer kan tycka är lugnande. Sociala och kulturella normer kan uppmuntra välmenande sexistiska föreställningar bland män och kvinnor. En klassisk illustration av detta är stödet för gentlemannamässighet i interaktioner mellan kvinnor och män. Det kan anses traditionellt och artigt för en man att insistera på att hålla upp dörren eller bära ett tungt föremål för en kvinna. Denna tradition grundar sig dock på historiska representationer av kvinnor som svagare än män. I dessa sammanhang kan många ha svårt att skilja mellan snällhet, tradition och välmenande sexism. Män och kvinnor är ofta oense om huruvida en viss händelse borde ses som sexistisk. I allmänhet tenderar kvinnor och män att vara mer eniga om vad som utgör extrema och öppna uttryck för sexism. Fientlig sexism är typiskt sett enklare att identifiera som uttryck för fördomar.
På det hela taget ses kvinnor sällan av andra på ett helt fientligt eller välmenande sätt. Faktum är att människor ofta visar höga nivåer av både välmenande och fientlig sexism. Det finns individuella skillnader i individers nivåer av välmenande och fientlig sexism; en person kan klassas högt på bägge, ena eller ingen dimension i Ambivalent Sexism Inventory. Kvinnor är dessutom inte immuna mot att stödja sexistiska uppfattningar om kvinnor. Omfattande forskning stödjer idén att det är vanligt för kvinnor och män att stödja ambivalenta sexistiska attityder om kvinnor. Trots detta har många svårt att tro att andra både kan stödja välmenande och fientlig sexism. A antyder att när individer ser bilder på en välmenande sexistisk man och en fientligt sexistisk man kommer de känna att det är osannolikt att en av dem kan ha bägge formerna av sexism.

## Delkomponenter och dimensioner
Socialpsykologer har föreslagit att sexism till sin natur kan vara annorlunda från andra former av ambivalenta fördomar, eftersom det finns ett beroende mellan män och kvinnor i sociala strukturer. En central idé i teorin om ambivalent sexism är att det finns en komplicerad maktbalans mellan könen, där män har strukturell makt och kvinnor har par/relationsmakt. Parmakt innebär här att män är beroende av kvinnor för att kunna uppfylla vissa mål, exempelvis heterosexuell närhet och barnafödande. Glick och Fiske hävdar att mäns beroende av kvinnor driver välvilliga sexistiska attityder, vilket leder till idolisering och att kvinnor sätts på piedestal. Med andra ord skapar maktrelationen mellan män och kvinnor en ambivalent form av bias mot kvinnor.
Teoretiskt sett utgörs varje form av sexism av tre delkomponenter: paternalism, könsuppdelning och heterosexism. Paternalismen ser kvinnor som outvecklade vuxna, vilket motiverar män att vara auktoritativa och övervaka, beskydda och fatta besluta för kvinnornas del. Könsuppdelning utgör antagandet att biologiska könsskillnader också innebär att socialt bestämde könsroller måste följas strikt. Heterosexualitet beskrivs som den största anledningen till mäns ambivalens mot kvinnor, och innebär en spänning mellan uppriktig önskan till närhet och intimitet och en rädsla för att kvinnor ska få makt över män genom sexuell attraktion.
Inom fientlig sexism (FS) och välvillig sexism (VS) har de tre delkomponenterna ovan olika funktioner. Dominant paternalism (FS) innebär att män borde kontrollera kvinnor, medan beskyddande paternalism (VS) betyder att män borde beskydda och vårda kvinnor. Tävlingsinriktad könsuppdelning (FS) stärker mäns självförtroende (till exempel att män är överlägsna kvinnor). Komplementär könsuppdelning (VS) lägger vikt på traditionella könsroller för kvinnor (till exempel mor och fru) och utgår ifrån att män är beroende av att kvinnor uppfyller dessa roller. Till sist ser fientlig heterosexism (FS) kvinnor som sexuella objekt för mäns njutning och främjar rädslan för kvinnors kapacitet att manipulera män genom att sätta igång eller undanhålla sexuella aktiviteter. Intim heterosexism (VS) romantiserar kvinnor genom att se dem som sexuellt rena, och romantisk intimitet ses som nödvändig för att komplettera mannen. Se tabell nedan.
| Område         | Fientlig sexism                                                                   | Välvillig sexism                                                                       |
| -------------- | --------------------------------------------------------------------------------- | -------------------------------------------------------------------------------------- |
| Paternalism    | Dominant: - Kontrollera kvinnor                                                   | Beskyddande: - Beskydda och vårda kvinnor                                              |
| Könsuppdelning | Tävlingsinriktad: - "Män är bättre än kvinnor"                                    | Komplementär: - Traditionella könsroller för kvinnor - Män är beroende av dessa roller |
| Heterosexism   | Fientlig: - Kvinnor är sexuella objekt - Kvinnor manipulerar män med hjälp av sex | Intim: - Kvinnor är sexuellt rena - Romantik kompletterar mannen                       |

## Ambivalent Sexism Inventory
Forskare mäter vanligtvis ambivalent sexism på individnivå. Den främsta metoden för att mäta ambivalent sexism hos en individ är verktyget Ambivalent Sexism Inventory (ASI), som skapades av Glick och Fiske 1996. ASI är ett självskattningstest där individen anger överensstämmelse med 22 olika påståenden, vilka placeras på en sexgradig Likertskala. Den består av två delskalor som kan beräknas oberoende av varandra för att få delskalepoäng eller som genomsnitt för att få en poäng för allmän sexism. Den första delskalan är den fientliga sexismskalan vilken består av 11 påståenden som utformats för att uppskatta en individs uppfattningar om dominant paternalism, tävlingsinriktad könsuppdelning och fientlig heterosexism. Ett exempel på ett påstående från denna delskala är "Kvinnor är för lättkränkta". Den andra delskalan är den välvilliga sexismskalan som också den består av 11 påståenden. De uppskattar individens uppfattningar om beskyddande paternalism, komplementär könsuppdelning och intim heterosexism. Ett exempel från denna skala är påståendet "Kvinnor borde värnas och beskyddas av män". Forskning och upprepningsstudier under drygt 15 års tid ger stöd åt att ASI är både empiriskt pålitligt och giltigt.
Verktyget ASI:s användbarhet är inte begränsad till engelsktalande personer. Det finns omfattande stöd för tvärkulturell giltighet hos ASI. En tvärkulturell studie som undersökte ambivalent sexism i 19 länder fann att de fientliga och välvilliga komponenterna inte är kulturspecifika. Forskning antyder även att ambivalenta sexistiska attityder finns mot män i flera kulturer.